# Luís da Cunha Moreira
Luís da Cunha Moreira, 1.º barão e visconde com grandeza de Cabo Frio (Salvador, 1 de outubro de 1777 — Rio de Janeiro, 28 de agosto de 1865), foi um militar brasileiro. Foi ministro da Marinha de 1822 a 1823, durante o reinado de D. Pedro I.

## Vida
Filho de Luís da Cunha Moreira e Joaquina Maria de Santana. Casou-se em 1810 com Maria Rita.
Membro da Marinha Portuguesa, participou da conquista da Guiana Francesa, tendo acompanhado a força que conquistou Caiena.
Foi ministro da Marinha do Brasil independente. Agraciado com a grã-cruz da Imperial Ordem de Avis e grande dignitário da Imperial Ordem da Rosa.[carece de fontes?]